# Casmaria erinaceus
Casmaria erinaceus là một loài ốc biển lớn, là động vật thân mềm chân bụng sống ở biển trong họ Cassidae, họ ốc kim khôi.

## Phân bố
Loài này xuất hiện ở Biển Đỏ, ở Ấn Độ Dương dọc theo Aldabra, Madagascar, lưu vực Mascarene và Mauritius; ở Thái Bình Dương dọc theo Melanesia và Micronesia.

## Hình ảnh

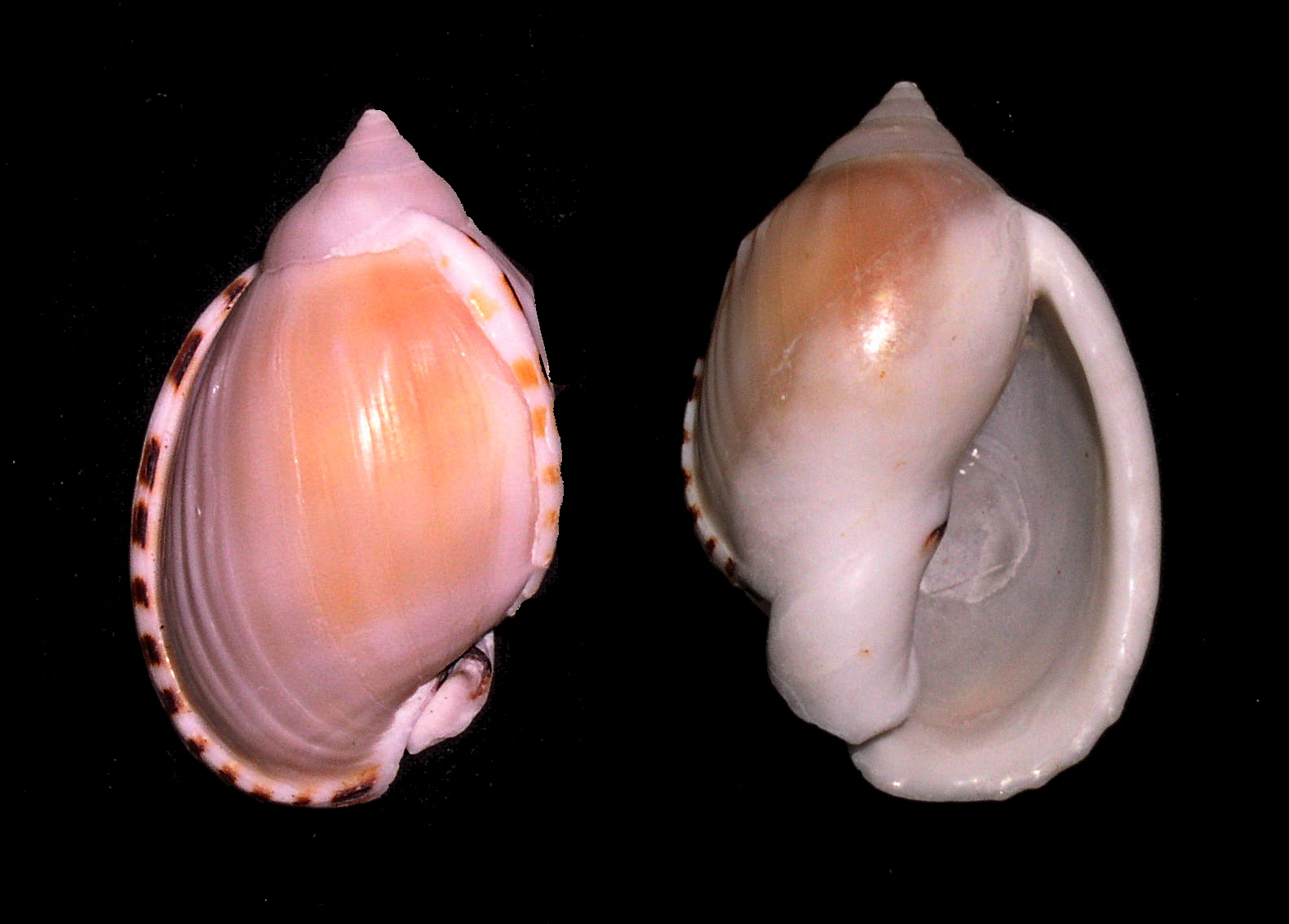
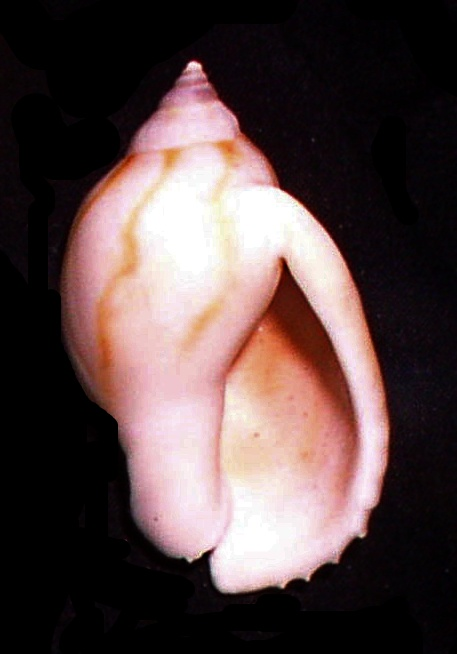